# Cassandre (general)
Cassandre fou un general del rei Filip V de Macedònia. El rei havia d'entregar Enos i Maronea (Tràcia) als romans i va ordenar al general fer una matança a la segona ciutat ([185 aC]). Els romans van cridar Cassandre per fer una investigació sobre aquesta matança i quan era de camí, a l'Epir, fou enverinat perquè no esmentes el paper del rei.